# Buchères
Buchères – miejscowość i gmina we Francji, w regionie Grand Est, w departamencie Aube. Przez miejscowość przepływa Sekwana. 
Według danych na rok 1990 gminę zamieszkiwało 1328 osób, a gęstość zaludnienia wynosiła 186 osób/km².